# Fernandoa lutea
Fernandoa lutea là một loài thực vật thuộc họ Bignoniaceae. Đây là loài đặc hữu của Tanzania. Chúng hiện đang bị đe dọa vì mất môi trường sống.